# Racimów
Racimów (cz. Vratimov, niem. Rattimau) – miasto w Czechach, w kraju morawsko-śląskim na Śląsku Cieszyńskim. Według danych z 31 grudnia 2003 powierzchnia miasta wynosiła 1 414 ha, a liczba jego mieszkańców 6378 osób.
Miasto położone jest na wschodnim (prawym) brzegu Ostrawicy, w historycznych granicach Śląska Cieszyńskiego. Od strony zachodniej i północnej sąsiaduje z Ostrawą, na wschodzie z Szonowem i Więcłowicami, na południu z należącymi do powiatu Frydek-Mistek Rzepiszczem i Siedliszczem.
Do 31 grudnia 2006 roku miasto wchodziło w skład powiatu Frydek-Mistek, 1 stycznia 2007 zostało objęte rozszerzonym powiatem Ostrawa-miasto.

## Podział administracyjny
Racimów składa się z 3 obrębów ewidencyjnych objętych przez 2 gminy katastralne
Obręby ewidencyjne: Horní Datyně, Vratimov, Zadky;
Gminy katastralne:
- Vratimov – położony w zachodniej części gminy, ma powierzchnię 1029,02 ha[3] (72,8% obszaru gminy). W 2001 mieszkało tu 5407 z 6456 osób zamieszkujących całą gminę (83,7%)[4].
- Datynie Górne (cz. Horní Datyně, niem. Ober-Dattin) – położona we wschodniej części gminy, ma powierzchnię 385,18 ha[5] (27,2% obszaru gminy). W 2001 mieszkało tu 1049 osób (14,3%)[4].

## Demografia
W latach 1869–2001 bez Datyni Górnych:
| Rok             | 1869 | 1880 | 1890 | 1900 | 1910 | 1921 | 1930 | 1950 | 1961 | 1970 | 1980 | 1991 | 2001 |
| --------------- | ---- | ---- | ---- | ---- | ---- | ---- | ---- | ---- | ---- | ---- | ---- | ---- | ---- |
| Liczba ludności | 883  | 1092 | 1450 | 2105 | 2349 | 2265 | 2781 | 2634 | 6312 | 6665 | 6569 | 5730 | 5407 |

W 2001 roku największą narodową mniejszość stanowili Słowacy (4%), następnie Morawianie (2,1%) i Ślązacy (0,6%). Osoby wierzące stanowiły 35,6%, z czego katolicy 68,6%.

## Historia
Miejscowość po raz pierwszy wzmiankowana została w łacińskim dokumencie Liber fundationis episcopatus Vratislaviensis (pol. Księga uposażeń biskupstwa wrocławskiego), spisanej za czasów biskupa Henryka z Wierzbna ok. 1305 w szeregu wsi zobowiązanych do płacenia dziesięciny biskupstwu we Wrocławiu, w postaci item in Wrothimow. Zapis ten (brak określenia liczby łanów, z których będzie płacony podatek) wskazuje, że wieś była w początkowej fazie powstawania (na tzw. surowym korzeniu), co wiąże się z przeprowadzaną pod koniec XIII wieku na terytorium późniejszego Górnego Śląska wielką akcją osadniczą (tzw. łanowo-czynszową). Wieś politycznie znajdowała się wówczas w granicach utworzonego w 1290 piastowskiego (polskiego) księstwa cieszyńskiego, będącego od 1327 lennem Królestwa Czech, a od 1526 roku w wyniku objęcia tronu czeskiego przez Habsburgów wraz z regionem aż do 1918 roku w monarchii Habsburgów (potocznie Austrii).
W 1869 wieś liczyła 889 mieszkańców. Istotny wpływ na zmianę charakteru wsi miało powstanie fabryki celulozowej w latach 80. XIX wieku.

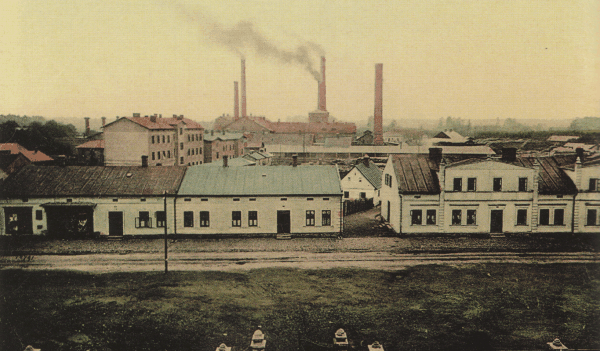
Racimowska fabryka celulozowa w 1910

Według austriackiego spisu ludności z 1910 roku Racimów miał 2349 mieszkańców, z czego 2335 było zameldowanych na stałe, 2070 (88,6%) było czesko-, 153 (6,5%) polsko- a 112 (4,8%) niemieckojęzycznymi, 2272 (96,7%) było katolikami, 49 (2,1%) ewangelikami, 19 (0,8%) wyznawcami judaizmu a 9 (0,4%) osób była innej religii lub wyznania.
Po podziale Śląska Cieszyńskiego miejscowość znalazła się w granicach Czechosłowacji. Podczas II wojny światowej Racimów został wchłonięty do III Rzeszy, a 1 kwietnia 1945 zdobyty przez wojska Armii Czerwonej.
Po wojnie w południowo-wschodniej Ostrawie i kilka kilometrów na północ od Racimowa wybudowano wielkich rozmiarów kompleks metalurgiczny Nowa Huta. W 1951 Racimów liczył jeszcze 2634 mieszkańców, a 11 lat później już 6312.